# 13th Star
13th Star is het negende muziekalbum van de Schotse zanger Fish. Na enige jaren stilte voor wat betreft nieuw materiaal komt Fish in 2008 met een nieuw muziekalbum; doordat Vantsis zich nu ook met de composities bemoeide, is het album steviger dan de eerdere albums. Met de teksten verwijst Fish soms naar zijn stukgelopen relatie met zangeres Heather Findlay van Mostly Autumn; trouwplannen werden op het laatst in de ijskast gezet. Het album is opgenomen in Haddington, East Lothian, in Schotland. Het album komt uit op zijn eigen platenlabel Chocolate Frog Record Company; het was een aantal maanden eerder al bij Fish zelf te koop. De hoes is ontworpen door de haast vaste ontwerper van Fish Mark Wilkinson. Producer was Calum Malcolm, voorheen alleen geluidstechnicus. Het album haalde één week de Album Top 100 (94e plaats).

## Musici
Na jaren kwam Foster "Foss" Paterson de gelederen weer versterken.
- Fish – zang
- Steve Vantsis – gitaar, basgitaar, toetsen en programmeerwerk
- Frank Usher – gitaar
- Foster Paterson – toetsen
- Gavin Griffiths – slagwerk
- Chris Johnson – gitaar
- Lorna Hannon – achtergrondzang
- Dave Haswell – percussie.

De musici wisselen per compositie.

## Muziek
| Nr. | Titel                              | Duur |
| --- | ---------------------------------- | ---- |
| 1.  | Circle line (Dick, Vantsis)        | 6:04 |
| 2.  | Square go (Dick, Vantsis)          | 5:31 |
| 3.  | Miles De Besos (Dick, Paterson)    | 4:22 |
| 4.  | Zoë 25 (Dick, Vantsis)             | 5:19 |
| 5.  | Arc of the curve (Dick, Vantsis)   | 4:29 |
| 6.  | Manchmal (Dick, Vantsis)           | 5:42 |
| 7.  | Openwater (Dick, Usher)            | 5:07 |
| 8.  | Dark star (Dick, Vantsis)          | 6:48 |
| 9.  | Where in the world (Dick, Vantsis) | 6:05 |
| 10. | 13th Star (Dick / Vantsis)         | 5:41 |